# Бег на средние дистанции
Бег на средние дистанции — совокупность легкоатлетических беговых дисциплин, объединяющая дистанции, длиннее, чем спринтерские, но короче, чем длинные. В большинстве случаев к средним дистанциям относят 600 м, 800 м, 1000 м, 1500 м, 1 миля, 2000 м, 3000 м, 3000 м с препятствиями (стипль-чез). Наиболее престижными, олимпийскими, являются дистанции на 800 м, 1500 м и 3000 м с препятствиями.
Бег на 880 ярдов, или полмили — предок дистанции 800 м и имеет свои корни в соревнованиях в Соединённом Королевстве в 1830-х годах. Бег на 1500 м — три круга по 500 м стадиону, который был обычным явлением в континентальной Европе в XX веке.

## Физиология
Организм на средних дистанциях, начав как в спринте с анаэробного режима, использующего глюкозу, переходит на кислородное дыхание и начинает расходовать запас гликогена. Условная граница между бегом на средние дистанции и марафонскими — полное расходование гликогена, что создаёт особые проблемы с подготовкой, в частности с питанием.

## Дистанции

### 600 м
Эта средняя дистанция довольно редко проводится на соревнованиях, и главным
образом как тест спринтеров для большей дистанции. 600 м также
используется в начале сезона в качестве первой ступени бегунами на
800 м, пока они не достигли полной формы. Высшие мировые достижения на этой дистанции:
- (М)  Джонни Грей 1 мин. 12,81 сек. Санта-Моника 24 мая 1986.
- (Ж)  Ана Фиделиа Кирот[англ.] 1 мин. 22,63 сек. Гвадалахара 25 июля 1997.